# Cementerio de Mamila
El Cementerio de Mamila (en árabe: مقبرة مأمن الله‎, Maqbarat Maʾman Allāh; en hebreo:בית הקברות ממילא) es un cementerio islámico histórico situado justo al oeste de las murallas de la Ciudad Vieja de Jerusalén. El cementerio, en el centro del cual se encuentra la Piscina de Mamila, contiene los restos de figuras de la época islámica, varios santuarios sufíes y tumbas de la época mameluca. Los terrenos del cementerio también contienen los cuerpos de miles de cristianos asesinados en la era preislámica, así como varias tumbas de la época de los cruzados.
Su identidad como un cementerio islámico se caracteriza por los escritores árabes y persas ya en el siglo XI. Fue utilizado como cementerio hasta 1927, cuando el Consejo Supremo Musulmán decidió preservarlo como un sitio histórico. 
Tras la guerra de 1948 entre árabes e israelíes, el cementerio y otras propiedades waqf en Jerusalén occidental cayeron bajo el control de los organismos gubernamentales israelíes. 